# Полозов В'ячеслав Михайлович
Полозов Вячеслав Михайлович (рос. Полозов Вячеслав Михайлович, 1 січня 1950) — радянський оперний співак (тенор), музичний педагог, підприємець.
Лауреат всесоюзних і міжнародних конкурсів. Заслужений артист Білоруської РСР (1986).
Співав у багатьох провідних оперних театрах світу. Його великий репертуар включає різноманітний спектр ролей від бельканто і веризму до драматизму.

## Біографія
Народився в місті Жданові (нині Маріуполь), Української РСР, в сім'ї залізничників.
З 1967 року по 1970 роки навчався в Донецькому музичному училищі. Вже під час навчання виконав кілька невеликих ролей на сцені Донецького театру опери і балету. З 1970 по 1972 роки служив в лавах Радянської армії в Червонопрапорному ансамблі пісні і танцю Київського військового округу, нині Заслужений академічний Ансамбль пісні і танцю Збройних Сил України. У 1973—1978 роках продовжив свою освіту в Київській консерваторії (клас Н. К. Кукліної), нині Національна музична академія України імені П. І. Чайковського і в 1977 році, будучи студентом п'ятого курсу, відбувся його професійний оперний дебют в ролі Альфредо в «Травіаті» на сцені Національної опери України.
У 1978 році В'ячеслав Полозов став провідним тенором Саратовського академічного театру опери і балету. У 1980 році за роль Лоенгріна в однойменній опері Р. Вагнера, був удостоєний звання лауреата Всесоюзного конкурсу творчої молоді театрів і в цьому ж році був запрошений солістом Національного театру опери та балету Білорусі. Як його соліст, з 1980 по 1986 постійно виступає на сцені Большого театру.
В'ячеслав Полозов гастролював по всьому світу, включаючи Метрополітен-оперу (дебютував на її сцені в січні 1987), в Парижі, Гамбурзі, Барселоні, Римі, Ліоні, Сантьяго, Токіо і багатьох інших оперних сценах. Співав майже всі провідні тенорові партії російського, італійського, німецького і французького репертуару.